# Rentgenolitografia
Rentgenolitografia – proces litografii wykorzystywany w technice mikroelektronicznej, np. przy produkcji procesorów. Odmiana ta polega na użyciu fal o długości od 0,4 do 1 nm, czyli promieni rentgenowskich.

## Maski
Jako podłoża masek do rentgenolitografii stosowane są cienkie membrany krzemowe oraz takie materiały jak tytan, SiC, mylar, poliamidy czy inne, natomiast jako materiał pochłaniający promieniowanie − złoto.

## Zalety
Podstawową zaletą zastosowania promieni rentgenowskich o długości fali około 800 razy krótszej od fal stosowanych w klasycznej fotoligrafii jest uzyskanie większej rozdzielczości, a co za tym idzie – mniejszego wymiaru charakterystycznego przygotowywanego układu mikroelektronicznego. Zaletami są też stosunkowo krótki czas naświetlania oraz mała wrażliwość na ewentualne pyłki pomiędzy emulsjami maski i płytki.

## Wady
Wytwarzanie masek do rentgenolitografii jest skomplikowanym i wieloetapowym procesem. Poza tym maski są wykonywane za pomocą innej metody litografii – najczęściej elektronolitografii.